# Chaetocnema paraumesaoi
Chaetocnema paraumesaoi (лат.) — вид жуков-листоедов рода Chaetocnema трибы земляные блошки из подсемейства козявок (Galerucinae, Chrysomelidae). Юго-Восточная Азия.

## Распространение
Встречаются в Юго-Восточной Азии (Индия, Малайзия).

## Описание
Длина 1,50—1,65 мм, ширина 0,85—0,90 мм. От близких видов (Chaetocnema umesaoi) отличается комбинацией следующих признаков: мелкими размерами, околоскутеллярная область элитрона более широкая с большим числом пунктур, тело выпуклое сбоков и узкое сзади, укороченным пронотумом (соотношение ширины к длине 1,50—1,55), формой эдеагуса. Переднеспинка, голова и надкрылья бронзоватые. Голова и дорзум мелко сетчатые. Фронтоклипеальная борозда отсутствует. Антенномеры усиков желтовато-коричневые, ноги коричневые. Голова гипогнатная (ротовые органы направлены вниз). Надкрылья покрыты несколькими рядами (6—8) многочисленных мелких точек — пунктур. Бока надкрылий выпуклые. Второй и третий вентриты слиты. Средние и задние голени с выемкой на наружной стороне перед вершиной. Переднеспинка с базальной бороздкой. Вид был впервые описан в 2019 году в ходе ревизии ориентальной фауны рода Chaetocnema, которую провели энтомологи Александр Константинов (Systematic Entomology Laboratory, USDA, c/o Smithsonian Institution, National Museum of Natural History, Вашингтон, США) и его коллеги из Китая (Ruan Y., Yang X., Zhang M.) и Индии (Prathapan K. D.).